# 라이히트트락터
라이히트트락터 (경트랙터 Leichttraktor : VK-31)은 독일의 실험적인 탱크였다.
제1차 세계 대전 후, 독일은 베르사유 조약에 의해 군사 개발이 제한되었지만 "트락터"라는 이름으로 위장한 비밀 프로그램으로 군용 장갑 차량을 개발하고 있었다.
독일은 1922년에 비밀리에 맺은 라팔로 조약에 따라 이 탱크를 소련에서 시험했다. 1926년부터 1933년까지 이용된 시험 시설은 ‘카마 기갑부대학교’라고 불렸고, 소련의 카잔 (Kazan) 근처에 위치해 있었다. 이곳은 붉은 군대와 제국 국방군의 합동 탱크 실험 및 훈련장이었다. 이곳은 카잔과 말브란트 (Malbrandt)라는 두 단어에서 따온 ‘카마’라는 암호명으로 불렸는데, 시험장이 카잔 근처에 있었으며 말브란트 중령이 시험장을 선정하는 임무를 맡았기 때문이다. 제2차 세계 대전 초기에는 훈련용 탱크로 사용되었다.

## 참조
- Peter Chamberlain & Hilary Doyle (1999).  Sterling, 편집. 《Encyplopedia of German Tanks of World War Two》. ISBN 1-85409-518-8.